# Arquelao de Esparta
Arquelao de Esparta (Ἀρχέλαος Archelaus) fue el séptimo rey agíada de Esparta que gobernó entre 790 y 760 a. C., hijo de Agesilao I, contemporáneo de Carilo de Esparta junto con el cual conquistó Elis, en la frontera con Arcadia, que según algunos historiadores sólo fue reconquistada después de sublevarse pero que probablemente fue ocupada por segunda vez.
| Predecesor: Agesilao I | Rey agíada de Esparta c. 790 a. C. - c. 760 a. C. | Sucesor: Teleclo |

- Datos: Q632592